# Uganda földrajza

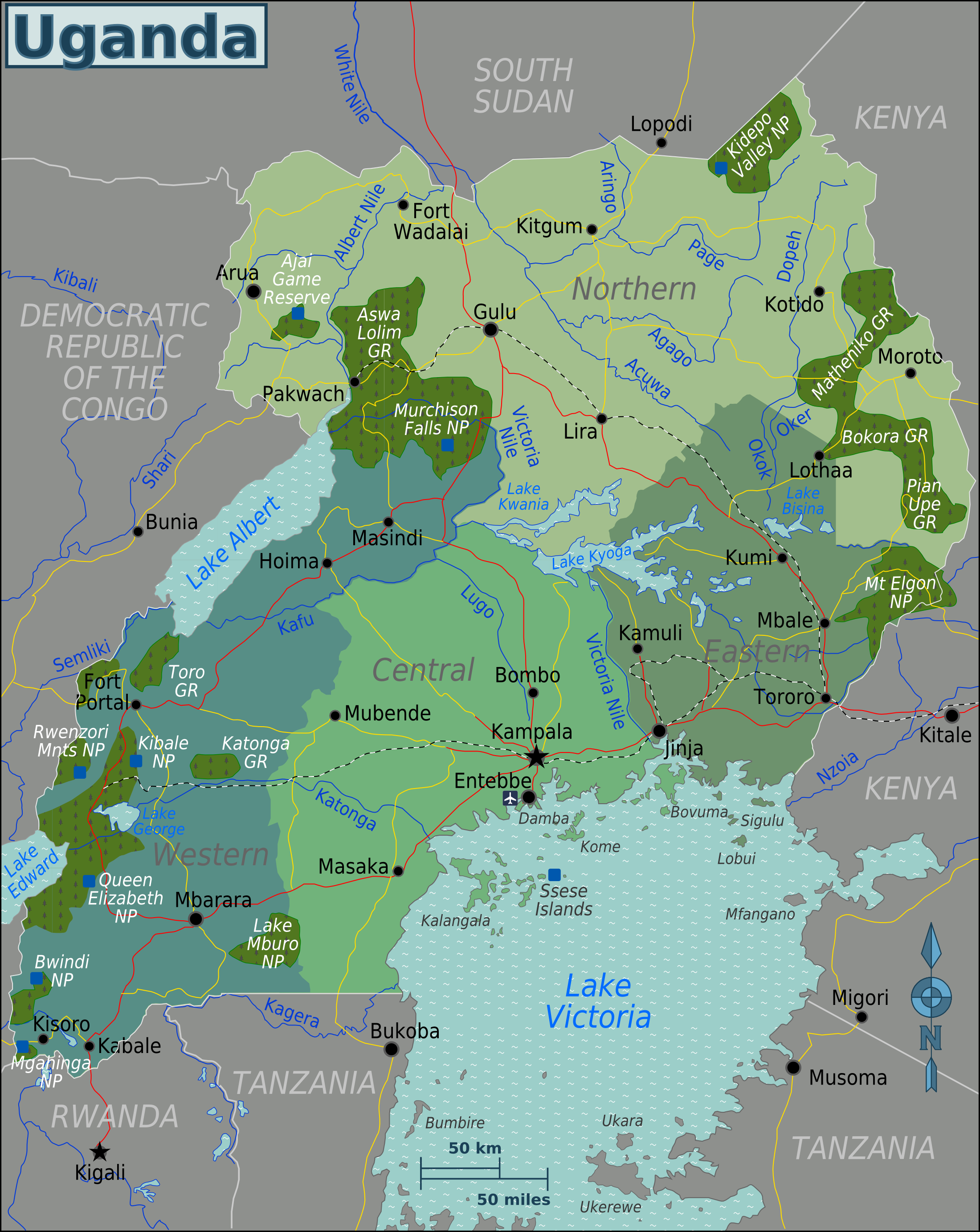
Uganda közigazgatási térképe

Uganda egy kelet-afrikai ország, amelyet keletről Kenya, délről Tanzánia, délnyugatról Ruanda, nyugatról a Kongói Demokratikus Köztársaság, északról pedig Dél-Szudán határol. A Nagy-tavak ölelésében (Edward-, Viktória-, Albert-tó) helyezkedik el. Ennek ellenére Uganda egy tengerparttal nem rendelkező ország.
Annak ellenére, hogy az Egyenlítő áthalad az országon, az éghajlat a legtöbb helyen szavannaszerű, mert az átlagmagasság 1000 m környékén van, ezért kisebb az átlaghőmérséklet, mint a trópusokon, és ez a növényzeten is meglátszik.
Eső tekintetében speciális a helyzet, de hasonló, mint a szavannákon. Míg ott egy esős és egy száraz évszak van, addig Ugandában három évszak van: 2 rövid, száraz és egy hosszú, esős. Az első száraz időszak decembertől februárig, a második júniustól augusztusig.

## Statisztika

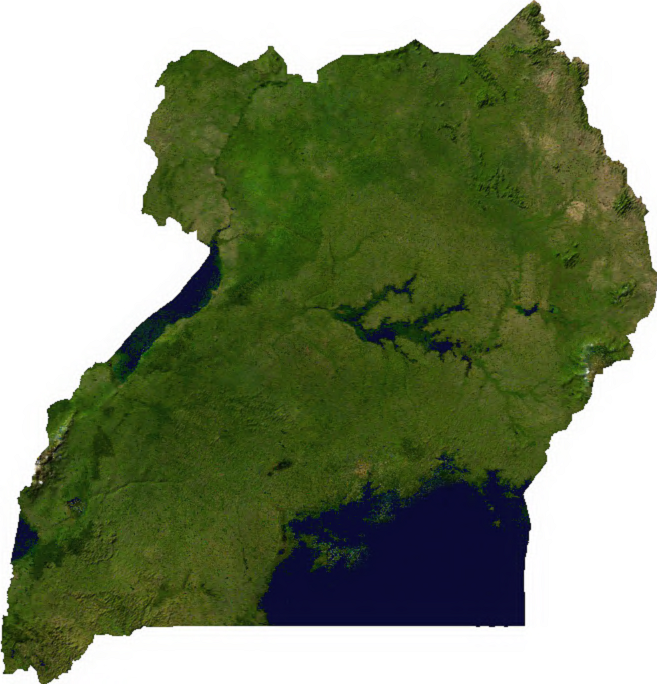
Műholdas kép az ország területéről

### Terület
Összes terület: 241 038 km² 

Ebből szárazföld: 197 100 km² 

Ebből víz: 43 938 km²

### Határok
Összes: 2 698 km 

Határos országok:  Kenya 933 km,  Kongói Demokratikus Köztársaság 765 km,    Dél-Szudán 435 km, 
  Tanzánia 396 km,  Ruanda 169 km.

### Magasság
Legalacsonyabb pont: Albert-tó 621 m

Legmagasabb pont: Stanley-hegy 5 110 m

### Természeti adottságok
réz, kobalt, vízenergia, mészkő, só, szántóföld, arany

### Föld eloszlása

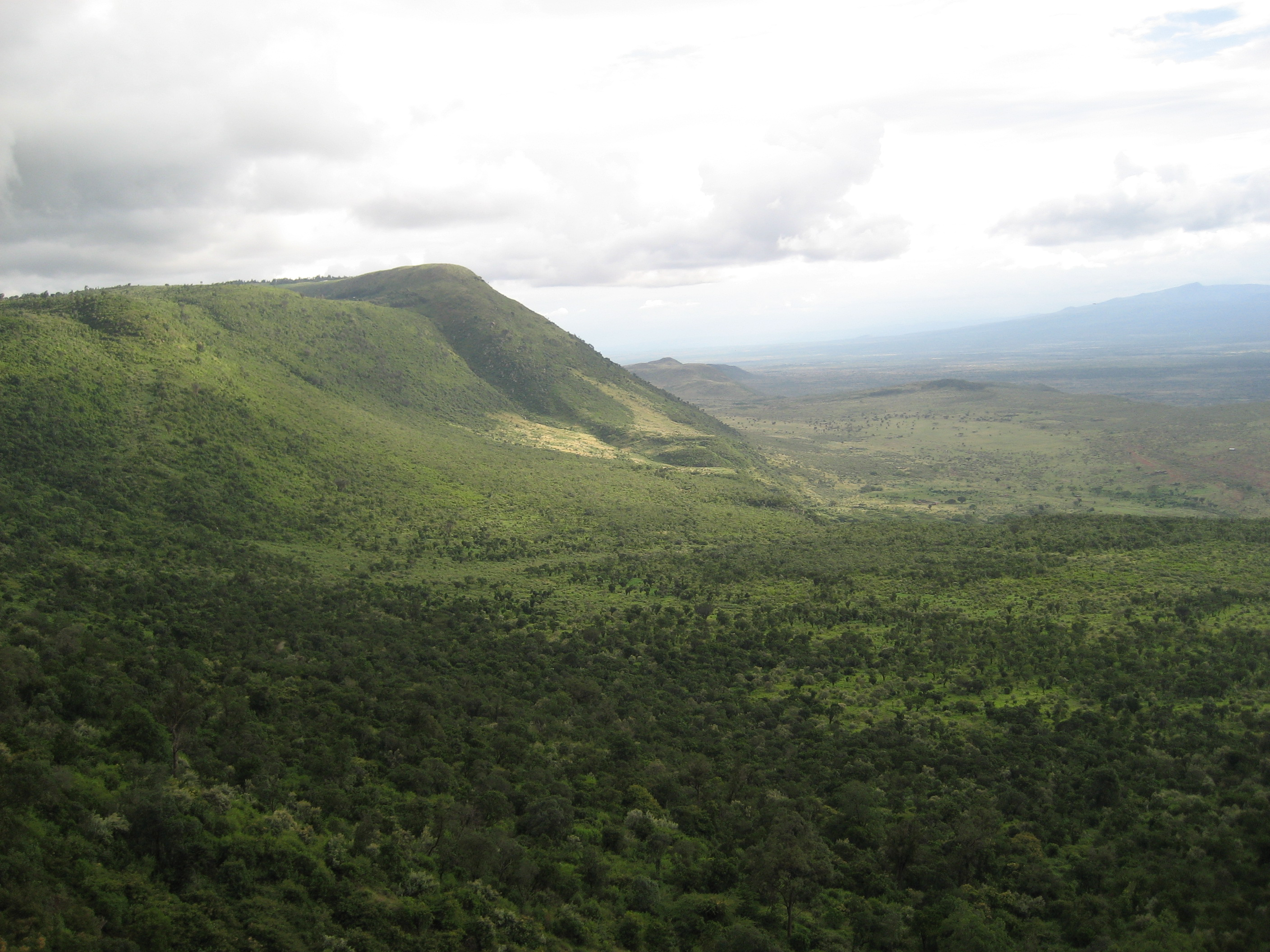
A növénytakaró esőerdőből szavannába változik át a Nagy-hasadékvölgyben.

Szántóföld: 27,94%

Legelő: 9,11%

Egyéb: 62,95%

## Éghajlat
Uganda földrajzi elhelyezkedése és változatos domborzata határozzák meg és tagolják az ország éghajlati viszonyait.
Az alacsonyabban fekvő területeken és az Egyenlítő mentén az éghajlat trópusi. A hőmérséklet alig változik, átlagos hőingás 5 fok körül van egész évben. Az átlaghőmérséklet igen magas, kb. 26 °C. A csapadékmennyiség 1 000 - 1 500 mm között változik. Ezért a páratartalom is nagyon magas, 90%-os.
A magasabb területeken (ez az ország döntő többsége) az éghajlat speciális trópusi, de a szavannákhoz hasonlít leginkább. Ez azt jelenti, hogy a csapadékmennyiségen kívül minden tényező különbözik az általános trópusitól. Az átlaghőmérséklet kb. 21 °C körül van, a hőingás nagyobb, 8 - 10 °C körüli. A csapadékmennyiség hasonlít csak a trópusi éghajlathoz, kb. 1 000 - 1 500 mm. A páratartalom jóval kisebb, csak 50 - 60% körüli.

## Domborzat
Uganda nagy része átlagos magassága 900 - 1 000 méter körüli. Ez azért van, mert az ország java része a Kelet-afrikai magasföldön fekszik. Ez a fennsík vetődéssel keletkezett.
Afrika területét az előidőben gránit fedte, ez volt az Afrikai-ősföld.  400 millió évvel később a tenger elöntötte a területet, és ez 150 millió évig így is maradt. Ezalatt tengeri üledékek rakódtak le a tengerben. Az óidőben a területről visszaszorult a tenger, és a terület vetődni kezdett, és táblás vidékké alakult. A harmadidőszakban a felszín feldarabolódott, ekkor keletkeztek a mai röghegységek és a tűzhányók. Ilyen Ugandában az Elgon-hegy.

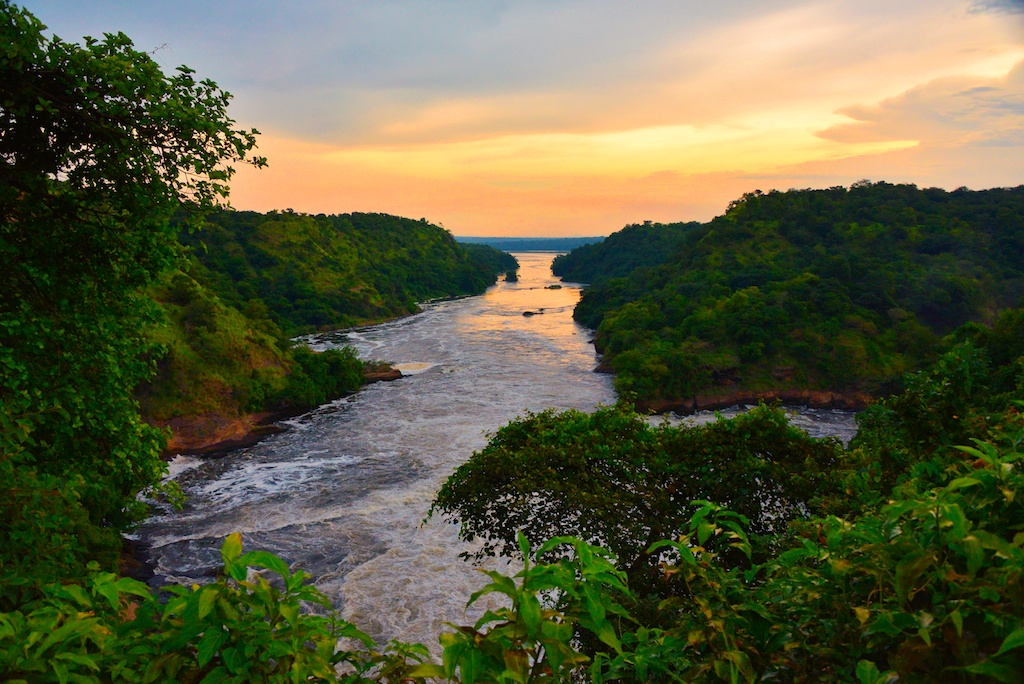
A Fehér-Nílus festenivaló képe

## Vízrajz

### Folyóvizek
A folyóvizek három irányból érkeznek:nyugatról, a kongói magashegységekból, keletről, a kenyai hegyekből, vagy délről, a Viktória-tó felől. Érdekesség, hogy az összes folyó nem az Indiai-óceán, nem is az Atlanti-óceán, hanem a Földközi-tenger vízgyűjtő területe. Ugyanis a Viktória-tóból ered a Fehér-Nílus, amely 4 országon keresztül a Földközi-tengerbe torkollik, így más folyóvizek is a Nílusba folynak.

### Állóvizek
Az ország és egyben Afrika legnagyobb tava a Viktória-tó. Ezen kívül még három tó található az országban a Nagy-tavakból; az Edward-, az Albert- és a Kyoga-tó.
A Viktória-tó az afrikai kontinens legnagyobb tava, a világ legnagyobb trópusi tava és felülete alapján a világ második legnagyobb édesvizű tava. A méretéhez képest sekély, átlag 40 és legfeljebb 84 méter vízmélységű, ezért vízmennyisége alapján (2750 köbkilométer) csak a hetedik a világ édesvizű tavai közt. A Viktória-tó a Nílus leghosszabb felső ágának, a Fehér-Nílusnak a forrása. Vízgyűjtő területe 184 ezer km².
Az Edward-tó az afrikai Nagy-tavak egyike, a Nagy-hasadékvölgyben. Északi partja néhány kilométerre az Egyenlítőtől délre húzódik.
A tó 920 méteres magasságban terül el, legfeljebb 40 kilométer széles és 77 kilométer hosszú. Területe 2150 négyzetkilométer és ezzel Afrika 15. legnagyobb tava.
Az Albert-tó (Albert Nyanza korábban Mobutu Sese Seko-tó) egyike Afrika közepén. A Nagy-hasadékvölgy tavai közül a legészakibb.
Az tó víztükre a tengerszint felett 619 méteres magasságban terül el. Hossza mintegy 161, szélessége 32 kilométer. Legnagyobb mélysége 51 méter. Területe 5374 km², víztérfogata 132 km³.

## Szélsőpontok
A következőkben az ország azon területei vannak említve, amelyek a legészakibb, keletibb, nyugatibb és délibb ponton vannak.
- Legkeletibb pont - megnevezetlen terület Kenya határán, Nakapiripirit megyében.
- Legdélibb pont - megnevezetlen terület Ruanda határán, a Bunyonyi-tó déli részén, Kabale megyében.
- Legnyugatibb pont -Kirambo nevű település a Kongói Demokratikus Köztársaság határán Kisoro megyében.
- Legészakibb pont - a hármashatár Kenyával és Dél-Szudánnal Kotido megyében.

## Élővilág

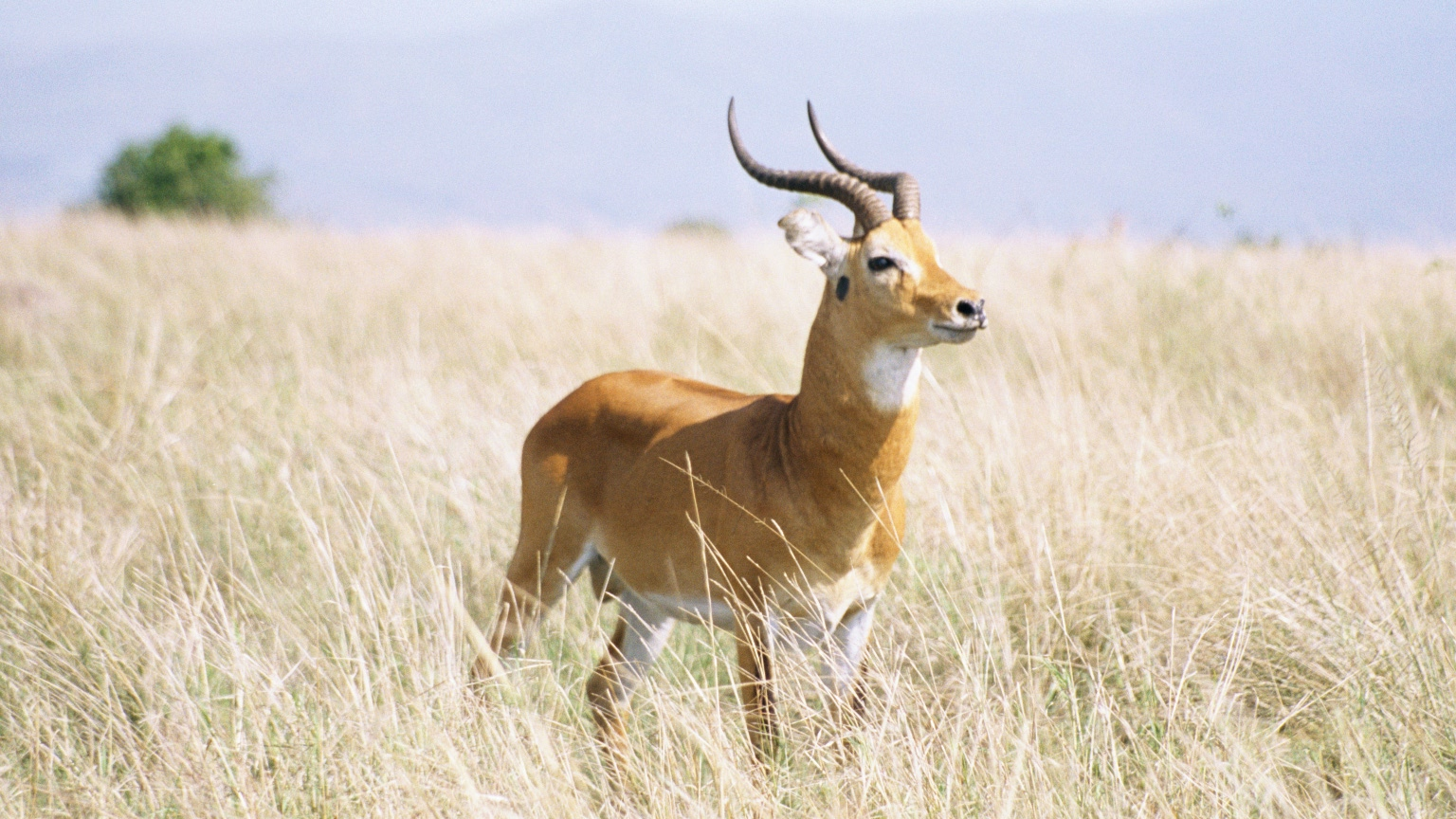
Az ugandai kob az ország egyik címerállata

Uganda 364 emlős és 1062 madár faj otthona. Nemzeti parkjai változatos növény- és állatvilág számára biztosítanak életteret.

### Állatvilág
Az itt élő állatok között jelentős számban élnek főemlősök, hegyi gorillák csimpánzok és csuklyás cerkófok. Emellett páratlan a vidékre jellemző madár, emlős és halfajokkal büszkélkedhet. Madarak: Jackson-frankolin, szürkenyakú koronásdaru, keselyűfejű gyöngytyúk, pompás fényseregély, kéksapkás turákó, Taita-gébics, fehérmellű galamb, bíbormellű pillangópinty, aranypityer, kékállú ricsóka, fehérfejű szövőmadár, ugandai szövőmadár. Emlősök: nílusi víziló, afrikai elefánt, erdei elefánt, ugandai kob. Halak és hüllők: kelet-afrikai nílusi krokodil, etióp gőtehal, Jackson-kaméleon.

### Növényvilág
Uganda őserdeiben és szavannáin ritka és jellegzetesen a vidékre jellemző növény is élnek, például a védett páfrányfaj a barna mahagóni, a szavannákon előforduló kolbászfa és az afrikai tulipánfa.